# Kaun
Pour plus de détails, voir Fiche technique et Distribution.
Kaun ? (कौन) est un thriller psychologique horrifique indien, réalisé par Ram Gopal Varma, sorti en 1999.

## Synopsis
Par une nuit orageuse, une jeune femme craintive (Urmila Matondkar) échange avec ses parents au téléphone, leur demandant quand-est-ce qu'ils rentreront à la maison. Alors qu'elle regarde les informations télévisées sur la piste d'un éventuel tueur en série, la sonnette retentit. À la porte, un homme s'identifie comme Sameer Purnavale (Manoj Bajpayee), prétendant être un associé du propriétaire de la maison, Mr Malhotra. La femme hésite à lui ouvrir, en raison de l'annonce d'un tueur en liberté. Elle dit que la maison n'appartient pas à Mr Malhotra, mais à un Mr Gupta. Croyant qu'il y a eu un malentendu, Sameer sonne avec insistance à la porte même après que la femme lui ait dit qu'elle ne le laisserait pas entrer. Pour l'effrayer, la femme ment en disant que son mari dort à l'étage. Sameer dit qu'il a en effet vu un homme dans la maison et demande à lui parler. En entendant cela et un bruit subséquent à l'intérieur de la maison, la femme panique et court à l'extérieur. Sameer ramène ensuite la femme à l'intérieur, et lui assure qu'il la protégera.
En raison d'une coupure de courant soudaine, la femme se rend dans la cuisine pour chercher des bougies, mais trouve son chaton égorgé. Terrifiée, elle rue vers la porte, paniquée, pour trouver un autre homme qui détient une arme à feu. L'homme s'identifie comme l'inspecteur Qureshi (Sushant Singh) et appelle le poste de police pour demander de l'aide. Sameer et la femme se méfient de Qureshi, et deux hommes commencent à se disputer. Pendant l’altercation, la femme s'empare du revolver de Qureshi, l'obligeant à révéler sa véritable identité : qu'il n'est pas un policier, mais bel et bien un voleur. La femme téléphone à sa mère et lui demande d'appeler la police.
Une autre lutte se produit, et Sameer blesse gravement Qureshi, pensant qu'il est le tueur en série. Il décroche le téléphone pour appeler la police, mais il constate que cela ne fonctionne pas. Confus, il demande à la femme de se cacher dans un endroit sûr à l'intérieur de la maison pendant qu'il essaie de réparer le téléphone. La sonnette retentit et Sameer répond. Il appelle la femme en disant qu'il y avait un homme qui demandait  Mr Malhotra, mais auparavant, elle avait insisté sur le fait que la maison appartenait à  Mr Gupta. Abasourdi, il la cherche dans le grenier et tombe sur un cadavre, l'identifiant comme celui de  Mr Malhotra. La femme l'agresse et ils commencent à s’entre-tuer, jusqu'à ce que Sameer soit soudainement poignardé par Qureshi, qui pense qu'il est le tueur. Pendant qu'il observe le corps sans vie de Sameer, la femme commence à fredonner et poignarde le voleur à mort.
Au lendemain, la femme enlève les corps, nettoie la maison, réorganise les meubles et "parle" à sa mère à l'aide du téléphone débranché et lui révèle qu'elle est la tueuse. La sonnette retentit et un autre homme se présente à la porte, demandant Mr Malhotra. La femme se tourne alors vers la caméra et sourit.

## Fiche technique
Sauf indication contraire, les informations mentionnées dans cette section peuvent être confirmées par la base de données cinématographiques IMDb,  présente dans la section « Liens externes ».
- Titre original : कौन
- Titre international : Who's There?
- Titre français : Kaun ?
- Réalisation : Ram Gopal Varma
- Scénario : Anurag Kashyap
- Direction artistique : Sunil Singh
- Costumes : Manish Malhotra
- Photographie : Mazhar Kamran
- Montage : Bhanodaya
- Musique : Sandeep Chowta
- Production : Mukesh Udeshi
- Société de production[2] : Kshitij Production Combines
- Société de distribution : 
  - International : Video Sound
- Sociétés d'effets spéciaux : Movie Effects et Prasad Productions Pvt. Ltd.
- Budget de production : 250 760 000 ₹
- Pays d'origine :  Inde
- Langue : hindi
- Format : couleurs - 35 mm - 2,35:1 - son : DTS | Dolby Digital
- Genre : horreur, thriller
- Durée : 90 minutes (original cut)
- Dates de sortie[3] :
  -  Inde : 26 février 1999
- Classification[4] : 
  -  Inde : A - Adult Only (Interdit aux moins de 18 ans).

## Distribution
- Urmila Matondkar : la femme
- Manoj Bajpayee : Sameer A. Purnavale
- Sushant Singh : inspecteur Qureshi / le voleur

## Production

### Genèse et développement
- Après Satya, le réalisateur Ram Gopal Varma a de nouveau collaboré avec l'écrivain Anurag Kashyap pour le scénario et l'histoire de Kaun.
- Il est un remake de Signpost to Murder, film américain réalisé en 1965 par George Englund.

### Tournage
- Le tournage du film a duré quinze jours.

### Anecdotes
- Dans le film, Sushant Singh incarne un homme qui se présente comme l'inspecteur Qureshi. Quelques années plus tard, Ram Gopal Varma va donner le même nom à l'un de ses personnages, interprété par Nana Patekar, pour son film Bhoot.